# Arsenal VG 90
Arsenal VG 90 – francuski, prototypowy myśliwiec pokładowy wybudowany w zakładach Arsenal de l’Aéronautique po zakończeniu II wojny światowej. Była to druga konstrukcja tego typu samolotu zbudowana we Francji.

## Historia
Dowództwo francuskiego lotnictwa morskiego (Aviation Navale) ogłosiło konkurs na nowy, bombardujący myśliwiec pokładowy z napędem odrzutowym. Do konkursu stanęła wytwórnia Arsenal de l’Aéronautique, która wykorzystując doświadczenia zdobyte podczas budowy samolotu Arsenal VG 70 zaprojektowała nową maszynę oznaczoną jako Arsenal VG 90. Poza VG 90 w szranki stanęły wytwórnie Nord Aviation ze swoim Nord 2200 oraz Société Nationale de Constructions Aéronautiques du Centre z samolotem SNCAC NC. 1080. Pierwszy prototyp VG 90-01 do swojego dziewiczego lotu wzbił się w powietrze 27 września 1949 roku. Niestety po kilku miesiącach lotów, 25 maja 1950 roku samolot uległ katastrofie grzebiąc w swoich szczątkach pilota Pierre Decroo. Kolejny wybudowany prototyp po raz pierwszy wzbił się w powietrze w czerwcu 1951 roku ale również i on uległ rozbiciu 21 lutego 1952 roku. Budowany był jeszcze trzeci samolot, nigdy nie ukończony, po obydwu katastrofach cały program budowy VG 90 został anulowany.

## Konstrukcja
VG 90 był jednomiejscowym, wolnonośnym górnopłatem o konstrukcji metalowo drewnianej. Skrzydło o obrysie trapezowym, skosie 25° i wzniosie 4°. Wewnętrzna konstrukcja płata wykonana była z metalu ale pokryta brzozową sklejki, przyklejoną do metalowego szkieletu. Skrzydło posiadało klapy, lotki i hamulce aerodynamiczne na obydwu powierzchniach, dolnej i górnej. Przewidywano, że skrzydło będzie miało możliwość składania podczas hangarowania na pokładzie lotniskowca. Kadłub o konstrukcji półskorupowej i kołowym przekroju. Usterzenie klasyczne, wolnonośne z lekkim skosem. Trójzespołowe chowane podwozie, przednie do wnęki w dziobowej części kadłuba, główne do wnęk w skrzydłach. Samolot wyposażony był w hak do skracania dobiegu podczas lądowania na pokładzie lotniskowca. Silnik turboodrzutowy Rolls-Royce Nene budowany we Francji na licencji w zakładach Hispano-Suiza. Silnik znajdował się w tylnej części kadłuba, którą można było odłączyć od reszty samolotu. Odpadnięcie całej tylnej sekcji samolotu podczas drgań w jakie wpadł podczas lotu było przyczyną drugiej katastrofy.